# Sjaak Polak
Sjaak Polak (ur. 18 lutego 1976 w Hadze) – holenderski piłkarz grający na pozycji pomocnika, od 2005 roku reprezentuje barwy Sparty Rotterdam. Wcześniej grał m.in. w Excelsiorze Rotterdam (1996–2000), FC Twente (2000–2004) i ADO Den Haag (2004–2005).